# アントニス・シアトゥニス
アントニス・シアトゥニス (Antonis Siatounis (ギリシア語: Αντώνης Σιατούνης 2002年8月26日 - )は、ギリシャ・アテネ出身のサッカー選手。ヴィルトゥス・エンテッラ所属。ポジションはMF。

## クラブ経歴
パナシナイコスFCのユースアカデミーを経て、2018年にイタリアに渡りUCサンプドリアのプリマヴェーラに入所。2020-21シーズンにU-18ユースリーグで頭角を表すもトップチーム昇格までには至らず。
2021年7月13日、ACモンツァと3年契約を締結。同年11月1日のUSアレッサンドリア・カルチョ1912戦で、後半36分から起用されプロデビュー。試合も1-0で勝利した。
2023年1月2日、ヴィルトゥス・エンテッラに移籍した。

## 代表経歴
2019年にアイルランドで開催されたUEFA U-17欧州選手権にU-17ギリシャ代表で出場。開催国のアイルランドなどが入ったグループAで全試合先発で出場するも最下位に終わった。